# Florence de Carthagène
Sainte Florence de Carthagène, plus connue sous le nom de Florentine, est une noble chrétienne, vierge, et abbesse à Écija dans l'Andalousie du VIIe siècle. Elle est la sœur de trois autres saints : Fulgence de Carthagène, Léandre de Séville, et Isidore de Séville, déclaré Docteur de l'Église. Elle est fêtée le 28 août.

## Biographie
Florentine naquit à Carthagène, en Espagne. Son père, Sévérien, était le gouverneur de province, et sa mère, Théodora ou Turture, était sans doute issue de l'aristocratie wisigothique. Pour des raisons politiques, la famille a du s'exiler à Séville où ses parents sont morts rapidement. 
Dès son plus jeune âge, elle fit preuve de sobriété préservant sa chasteté. Sous la direction de son frère Léandre, elle fit des études bibliques. Puis elle initia elle-même son frère Isidore. Celui-ci était encore au berceau lorsque Florentine vit un essaim d'abeilles entrer dans la bouche de son frère puis ressortir et s'envoler ensuite vers le ciel. Effrayée, elle se mit en prière et eut la révélation que son frère deviendrait un grand Docteur de l'Église et en finirait avec l'hérésie arienne.
Refusant toutes les avances de nobles très puissants, la jeune fille entra au couvent Santa Maria de Valle près d'Écija (nom romain : Astigi), ville dont son frère Fulgence était l'évêque, et elle va devenir son abbesse. Son autre frère Léandre lui consacra vers 601 un ouvrage dans lequel il énonce les règles selon lesquelles les vierges cloîtrées consacrées à Dieu doivent accorder leur vie. De plus en plus de sœurs décidèrent de se mettre sous sa surveillance. Bientôt, des couvents (quatre dizaines) désignèrent Florentine comme leur modèle ou supérieure. Son troisième frère, Isidore, lui dédia un autre livre, écrit à sa demande.
Elle mourut ainsi, abbesse accomplie, au couvent d'Écija en Andalousie. Son frère Léandre la fit enterrer dans la cathédrale de Séville. Comme elle, ses frères furent tous canonisés.

## Culte

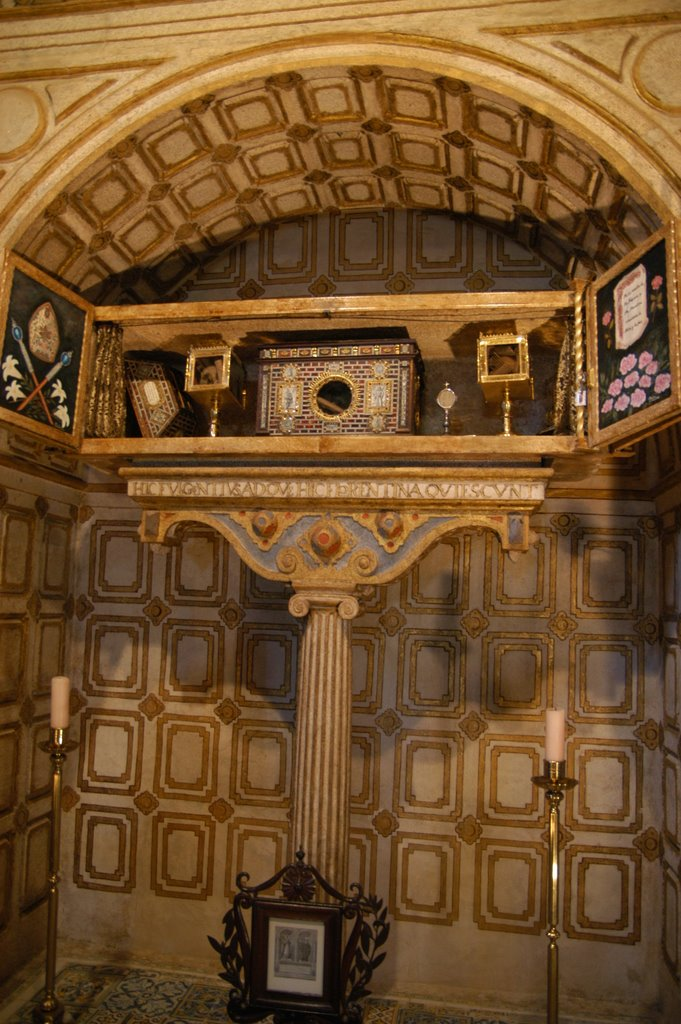
Chapelle des saintes reliques de Florence et Fulgence, église Saint-Jean-Baptiste, Berzocana, province de Cáceres, Espagne.

Au VIIIe siècle, lorsque les musulmans commencèrent la conquête de l'Espagne, des reliques de Florentine et Fulgence furent transportées et dissimulées plus au nord comme à Guadalupe. Plus tard au XIIIe siècle, lorsque ces terres ont été reconquises à l'époque de Ferdinand III, elles ont été repeuplées par de nouveaux chrétiens qui ont fondé leurs villages et leurs villes, comme Berzocana. Selon la tradition, il semble que ce soit à l'époque d'Alphonse XI que les reliques des saints ont été découvertes. C'est alors qu'elles furent déposées dans l'église de Berzocana. Plus tard, au XVIe siècle, une église de plus belles proportions a été élevée, toujours existante aujourd'hui. Les reliques sont vénérées dans une chapelle-reliquaire construite grâce aux dons des habitants de Berzocana.

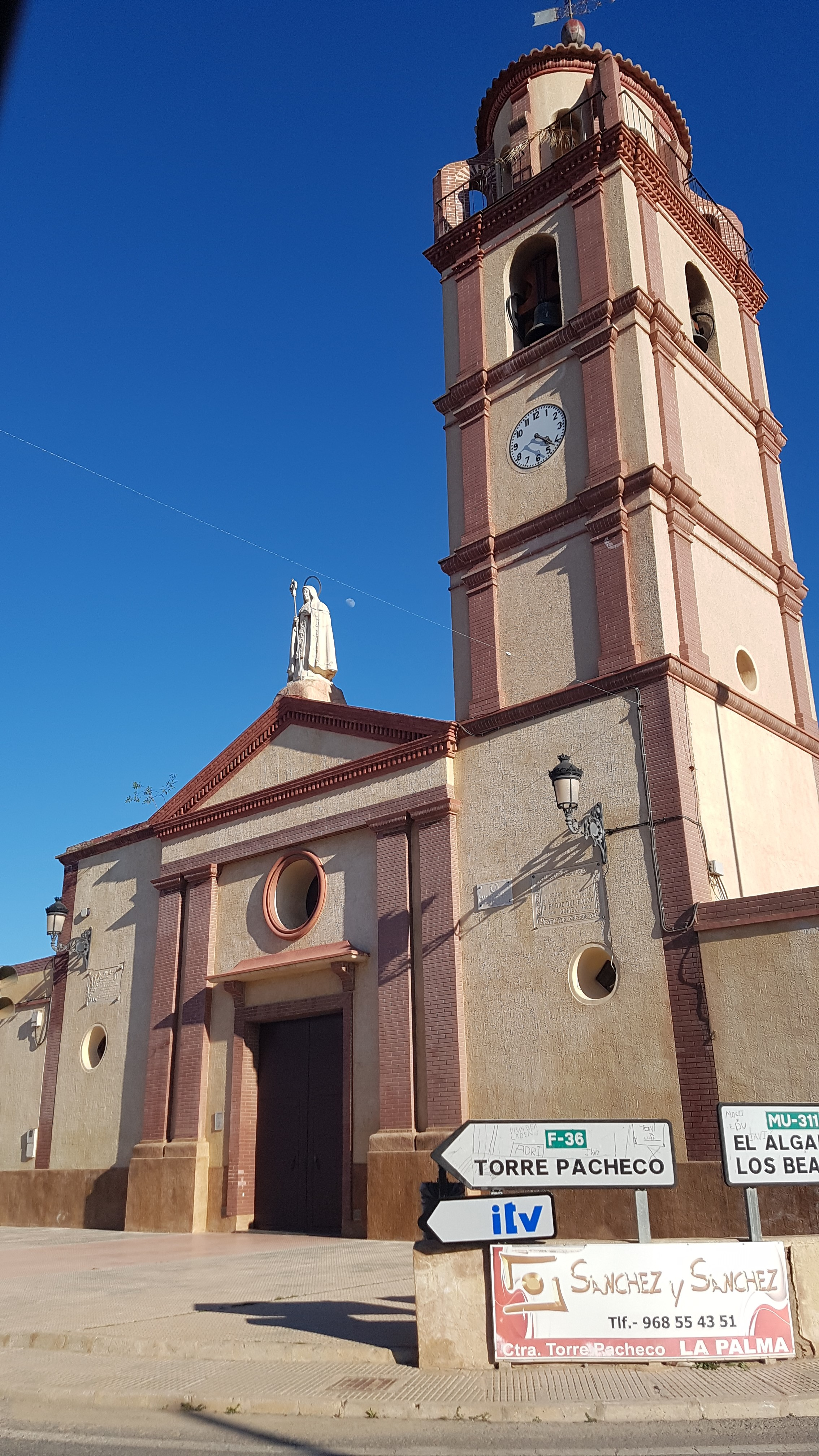
L'église Sainte-Florentine, La Palma, Campo de Carthagène.

Cette situation à donné lieu à une âpre confrontation appelée "la Querelle des Saints" (Pleito de los Santos) entre les diocèses de Plasencia et de Carthagène, dans laquelle le roi Philippe II est intervenu et qui a été résolue par une répartition de reliques. Ainsi, deux des ossements ont été transportés et sont restés au monastère de l'Escurial, l'un de saint Fulgence et l'autre de sainte Florentine, et deux autres ont été transportés à l'évêché de Carthagène qui se trouvent toujours dans la ville de Murcie.    
Elle est donc la patronne du diocèse de Plasencia qui célèbre sa fête le 14 mars (anniversaire de la translation). Et l'une de ses reliques est également vénérée à la cathédrale de Murcie où elle repose dans une urne en argent. 
Elle est aussi présente à La Palma, commune de la région naturelle Campo de Carthagène. S'y trouve une église du XVIIIe siècle à son nom, et une fête patronale est célébrée également le 14 mars de chaque année.
Dans la municipalité de Canet de Mar, dans la province de Barcelone, il y a le château de Sainte Florentine (el castell de Santa Florentina) construit au XIe siècle, puis agrandi et transformé en 1910 par l'architecte moderniste Lluís Domènech i Montaner. 
Aujourd'hui, un couvent fondé par des religieuses dominicaines dans la deuxième moitié du XVIe siècle porte son nom à Écija. 
Le Martyrologe romain la commémore le 20 juin. Dans le nouveau calendrier, sa fête est fixée au 28 août.